# شريف عرفة
شريف عرفة (مواليد 25 ديسمبر 1960) هو مخرج وكاتب سيناريو ومنتج أفلام مصري، تخرج من المعهد العالي للسينما في عام 1982 هو ابن المخرج سعد عرفة والشقيق الأكبر للمخرج عمرو عرفة. أخرج مجموعة مهمة من الأفلام التي شكلت علامة فارقة في تاريخ السينما المصرية.

## السيرة الذاتية
أخرج شريف عرفة العديد من الأفلام السينمائية الهامة في تاريخ السينما المصرية مثل طيور الظلام والناظر ومافيا وحليم ، وعمل مع كبار النجوم منذ بداياته الفنية مثل سعاد حسني وأحمد زكي وعادل إمام، كذلك قام باكتشاف وتقديم العديد من الوجوه السينمائية الشابة المعروفة مثل علاء ولي الدين ومحمد هنيدي ومنى زكي ومحمد سعد ونور وأحمد حلمي وهيثم أحمد زكي وغيرهم الكثيرين، وكذلك أنتج العديد من الأعمال السينمائية والتلفزيونية مثل فيلم حليم ومسلسلي تامر وشوقية ولحظات حرجة وبرنامج الناس وأنا ذلك من خلال شركة الإنتاج الخاصة به بارتنر برو، وكذلك قام بإخراج العديد من الإعلانات التلفزيونية لمنتجات معروفة مثل بيبسي وشيبسي.
دخل شريف عرفة عالم الإنتاج التليفزيوني بقوة في عام 2006 بإنتاجه ثلاثة أعمال هي مسلسل تامر وشوقية ومسلسل لحظات حرجة وبرنامج الناس وأنا والذي شاركه في إنتاجه منتجون آخرون من مصر ومن الولايات المتحدة.

## بدايته السينمائية
كانت بدايته السينمائية عام 1987 بإخراج فيلم الأقزام قادمون من تأليف ماهر عواد، بعدها قدم فيلم الدرجة الثالثة مع النجمة سعاد حسني والنجم أحمد زكي والذي لم يلاق نجاحاً جماهيرياً عند عرضه
قام باكتشاف نجوم منهم (محمد سعد - أحمد حلمي - محمد هنيدي - كريم عبد العزيز - أحمد مكي - محمود عبد المغني - هيثم أحمد زكي - علاء ولي الدين - منى زكي - نور)
ويدل على أن شريف عرفة مخرج له نظرات خاصة للفنانين المبتدئين

## جوائز حصل عليها
حصل خلال مشواره الفنى على العديد من الجوائز ومنها:
- جائزة احسن مخرج واحسن فيلم من وزير الثقافة المصــرى فاروق حسني على أفلام اللعب مع الكبار، الأرهاب والكباب والمنسي
- جائزة الفضية لأحسن فيلم من مهرجان ميلانو عام 1992 للسينما الأفريقية عن فيلم الأرهاب والكباب
- الجائزة البرونزية لأحسن فيلم في مهرجان فينيسيا عام 1995 عن فيلم طيور الظلام
- الجائزة الفضية لأحسن فيلم في مهرجان ميلانو عام 1995 عن فيلم طيور الظلام.
- جائزة أحسن إخراج من المهرجان القومي للسينما عام 2007عن فيلم حليم.

اخرج فيلم الممر 2019
- جائزة صناع الترفية الفحرية 2022 الرياض
- جائزة فاتن حمامة التقديرية 2019

كما اختار نقاد عام 2022 سبعة من الأفلام التي أخرجها ضمن قائمة أفضل مئة فيلم كوميدي مصري في مهرجان الإسكندرية السينمائي، وإن لم يكن بينها فيلم اللعب مع الكبار فيلمه الوحيد ضمن قائمة أفضل مئة فيلم مصري التي اختارها نقادٌ آخرون عام 1996.[بحاجة لمصدر]

## أفلام من إخراجه
| الفيلم                  | العام     |
| ----------------------- | --------- |
| الجريمة اللعب مع العيال | 2022 2024 |
| الإنس والنمس            | 2021      |
| الممر                   | 2019      |
| الكنز 2                 | 2019      |
| الكنز                   | 2017      |
| الجزيرة 2               | 2014      |
| إكس لارج                | 2011      |
| ولاد العم               | 2009      |
| الجزيرة                 | 2007      |
| حليم                    | 2006      |
| فول الصين العظيم        | 2004      |
| مافيا                   | 2002      |
| ابن عز                  | 2001      |
| الناظر                  | 2000      |
| عبود على الحدود         | 1999      |
| إضحك الصورة تطلع حلوة   | 1998      |
| النوم في العسل          | 1996      |
| طيور الظلام             | 1995      |
| المنسي                  | 1993      |
| الإرهاب والكباب         | 1992      |
| اللعب مع الكبار         | 1991      |
| سمع هس                  | 1991      |
| يا مهلبية يا            | 1991      |
| الدرجة الثالثة          | 1988      |
| الأقزام قادمون          | 1987      |

## أعمال من إنتاجه
- فيلم ابن عز- 2001
- فيلم حليم - 2006
- مسلسل تامر وشوقية - 2006
- مسلسل لحظات حرجة - 2006
- برنامج الناس وأنا - 2006

## وصلات خارجية
- شريف عرفة على موقع IMDb (الإنجليزية)
- شريف عرفة على موقع الدهليز
- شريف عرفة على موقع قاعدة بيانات الأفلام العربية
- شريف عرفة على موقع ألو سيني (الفرنسية)
- شريف عرفة على موقع أول موفي (الإنجليزية)
- شريف عرفة على موقع قاعدة بيانات الفيلم (الإنجليزية)
- شريف عرفة على موقع كينوبويسك (الروسية)